# 5660 (année hébraïque)
5660 (hébreu : ה'תר"ס , abbr. : תר"ס) est une année hébraïque qui a commencé à la veille au soir du 5 septembre 1899 et s'est finie le 23 septembre 1900. Cette année a compté 384 jours. Ce fut une année embolismique dans le cycle métonique, avec deux mois de Adar - Adar I et Adar II. Ce fut la quatrième année depuis la dernière année de chemitta.

## Calendrier
Ce calendrier hébraïque de l'année 5660 donne les correspondances avec les dates du calendrier grégorien.
Le premier nombre dans chaque case correspond au jour du mois hébraïque. Les jours en couleurs sont des jours remarquables juifs .
| ◄◄ | 5660 | ►► |

## Naissances
- Chiune Sugihara
- Abraham Shlonsky

## Décès
5655 - 5656 - 5657 - 5658 - 5659 - 5660 - 5661 - 5662 - 5663 - 5664 - 5665